# (5955) Khromchenko
(5955) Khromchenko es un asteroide perteneciente al cinturón de asteroides, descubierto el 2 de septiembre de 1987 por la astrónoma soviética Liudmila Chernyj desde el Observatorio Astrofísico de Crimea (República de Crimea), Rusia).

## Designación y nombre
Designado provisionalmente como 1987 RT3. Fue nombrado Khromchenko en honor al músico ruso Vladímir Anatólievich Jromchenko.